# Dolní Březinka
Dolní Březinka (německy Unter Brzezinka) je část města Světlá nad Sázavou v okrese Havlíčkův Brod. Nachází se na západě Světlé nad Sázavou. Prochází tudy železniční trať Čerčany - Světlá nad Sázavou. V roce 2009 zde bylo evidováno 94 adres. V roce 2001 zde trvale žilo 235 obyvatel.
Dolní Březinka je také název katastrálního území o rozloze 2,19 km2. V katastrálním území Dolní Březinka leží i Horní Březinka.

## Hřbitov z napoleonských válek
Během napoleonských válek došlo na zámku v nedaleké Světlé nad Sázavou ke zřízení lazaretu, ovšem mnoho vojáků svým zraněním podlehlo. Ti pak byli pohřbíváni do neoznačených společných hrobů na pastvišti u Dolní Březinky. K roku 1814, kdy byl lazaret zrušen, zde mělo být údajně pohřbeno až 1 200 vojáků a personálu lazaretu. V roce 1841 nechal majitel panství Jan ze Salm-Reifferscheidtu místo označit žulovým pomníkem s nápisy v českém a německém jazyce. V roce 1921 zde obec vysázela lipovou alej a roku 1926 ministerstvo národní obrany areál oplotilo a na každý hrob nechalo vysadit růži. Po roce 1958 se o hřbitov staraly členky Československého červeného kříže. Dne 29. března 1995 došlo k zapsání hřbitova ministerstvem kultury na seznam kulturních památek.